# Un tempo piccolo
Un tempo piccolo è una canzone di Franco Califano scritta da Antonio Gaudino e Alberto Laurenti per la musica e da Franco Califano, Alberto Laurenti e Antonio Gaudino per il testo, pubblicata nell'album del cantautore Non escludo il ritorno; venne interpretata dai Tiromancino e pubblicata come primo e unico singolo estratto dall'album 95-05, primo greatest hits del gruppo pubblicato nel 2005.
Scelta nel novembre 2020 come primo singolo nel cd e vinile Italian Songbook: Cassiopea di Mina.

## Video musicale
Il videoclip, ideato da Alice Scaggiante e diretto da Federico Zampaglione, è stato girato in Sardegna totalmente in bianco e nero ed è ambientato negli anni '60. Il protagonista è un bambino che insieme al nonno, interpretato dall'attore Angelo Infanti, costruisce un'astronave in un capannone, raccattando i pezzi in un deposito di rifiuti. Alla fine della costruzione il ragazzo, con l'astronave, spicca il volo in mezzo alle stelle.

## Tracce
1. Un tempo piccolo – 4:03

## Curiosità
Il brano uscì come cover nella raccolta 95-05 per i Tiromancino, ma la versione originale fu edita nell'album Non escludo il ritorno di Franco Califano.